# Jüdischer Friedhof (Blovice)
Koordinaten: 49° 35′ 0,5″ N, 13° 32′ 52,9″ O

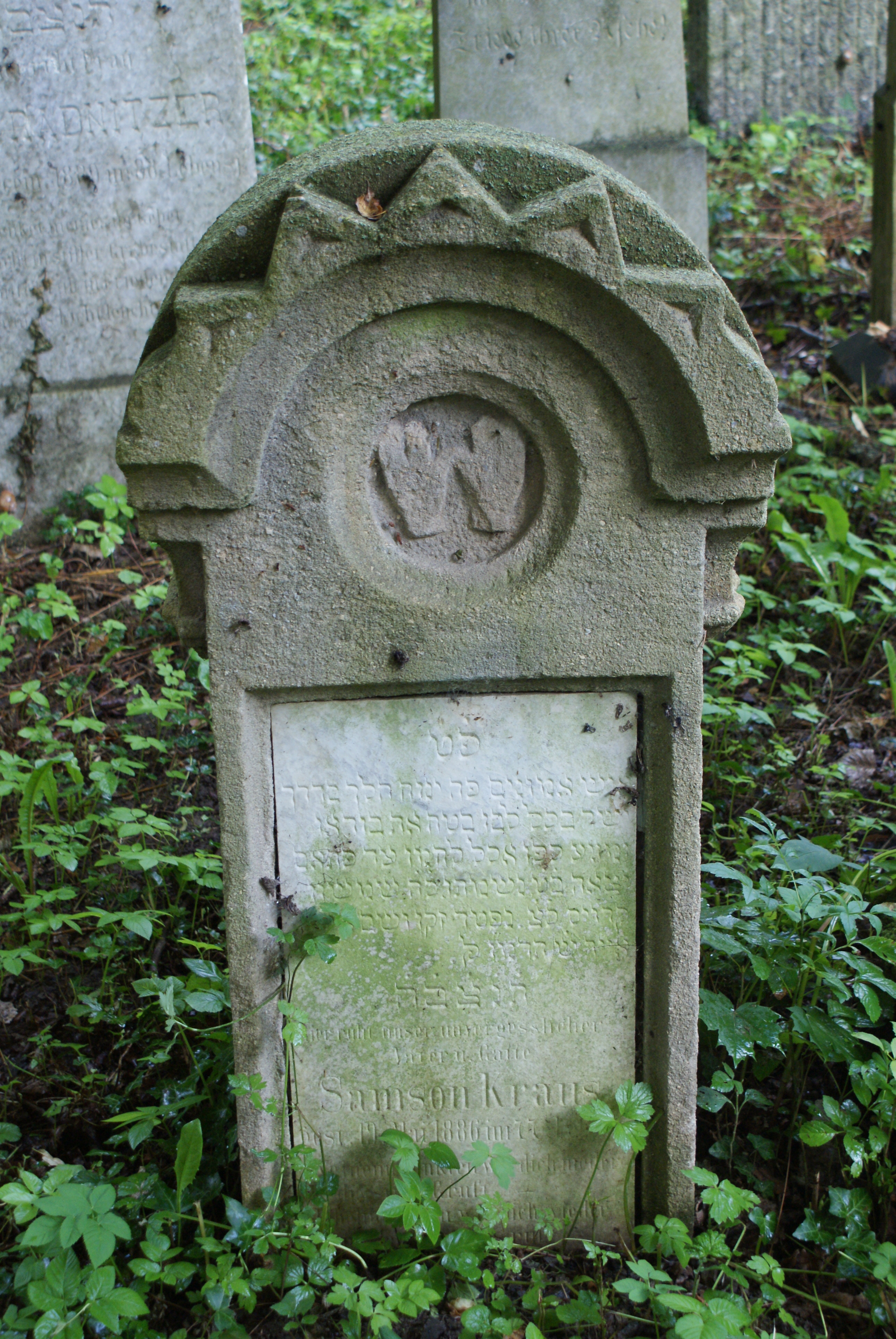
Grabstein für Samson Kraus

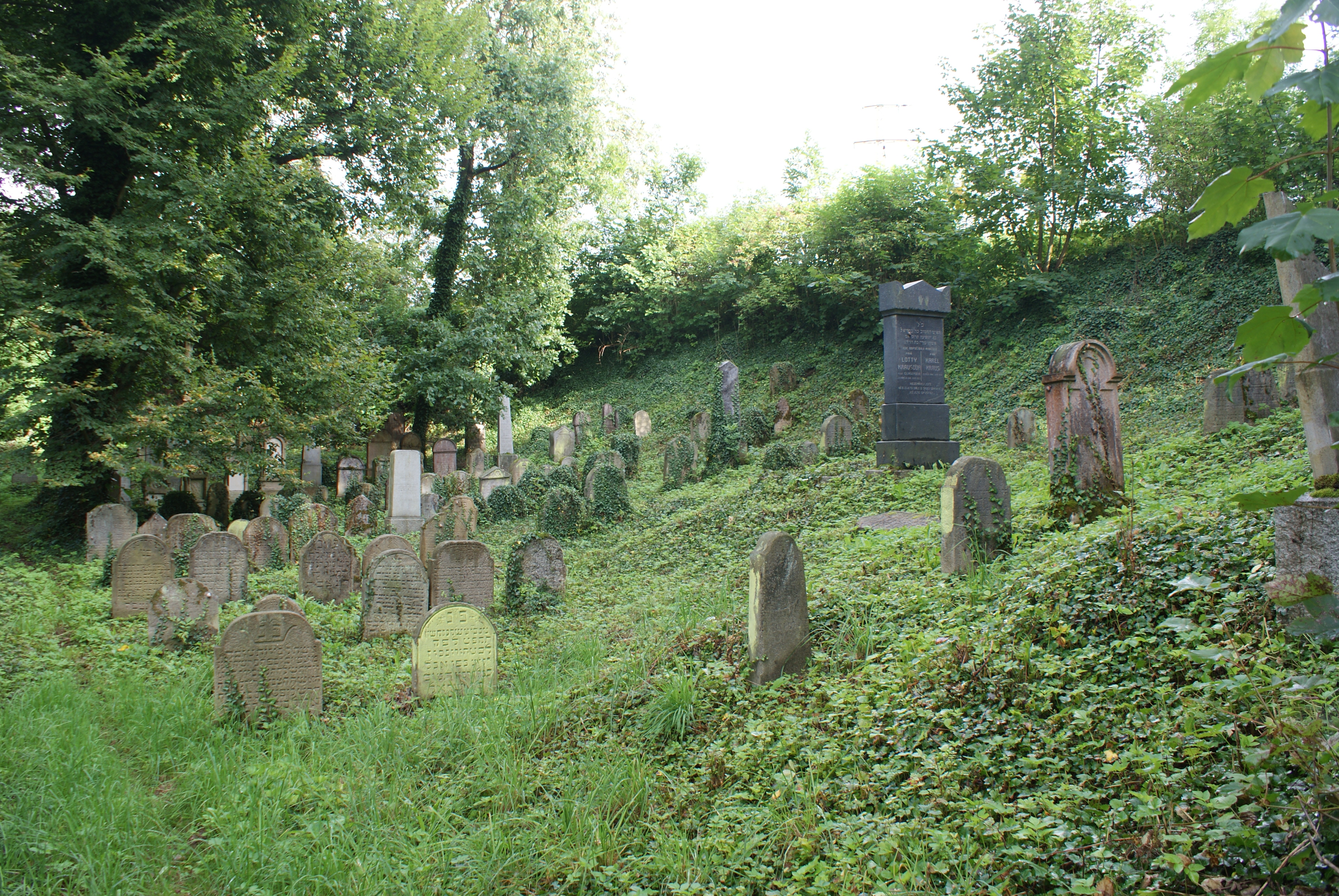
Jüdischer Friedhof in Blovice

Der Jüdische Friedhof in Blovice (deutsch Blowitz), einer Stadt im Bezirk Okres Plzeň-jih in Tschechien, wurde Ende des 17. Jahrhunderts errichtet. Der jüdische Friedhof befindet sich etwa ein Kilometer außerhalb des Ortes in Richtung Struhaře. Der an einem Hang gelegene Friedhof ist seit 1958 ein geschütztes Kulturdenkmal.

## Geschichte
Der 1433 m2 große Friedhof wurde erstmals 1683 belegt. Der Friedhof besitzt zahlreiche Grabsteine (Mazewot) mit hebräischen und deutschen Inschriften.